# اورست (کانزاس)
اورست (به انگلیسی: Everest) شهری در ایالت کانزاس کشور ایالات متحده آمریکا است که جمعیت آن در سرشماری سال ۲۰۱۰ میلادی، ۲۸۴ نفر بوده‌است.